# Avella (animal)
Avella es un género de arañas araneomorfas de la familia Deinopidae. Se encuentra en Oceanía.

## Lista de especies
Según The World Spider Catalog 12.0:
- Avella angulata L. Koch, 1878
- Avella despiciens O. Pickard-Cambridge, 1877
- Avella insularis (Rainbow, 1920)
- Avella neocaledonica Simon, 1888
- Avella superciliosa Thorell, 1881
- Avella trinodosa (Rainbow, 1920)
- Avella unifasciata L. Koch, 1878